# Ferencszállás
Ferencszállás es un pueblo húngaro perteneciente al distrito de Szeged, condado de Csongrád-Csanád.

## Superficie
Cuenta con una superficie de 5,79 km².

## Demografía
Hasta 2024 la población era de 617 habitantes, con una densidad de población de 106,56 hab/km².
| Gráfica de evolución demográfica de Ferencszállás entre 2020 y 2024 |
|                                                                     |
| Datos según la Oficina Central de Estadística de Hungría.           |